# Zherichiniletus cinerascens
Zherichiniletus cinerascens là một loài bọ cánh cứng trong họ Rhynchitidae. Loài này được Legalov miêu tả khoa học năm 2007.